# Leiophron praetor
Leiophron praetor är en stekelart som först beskrevs av Nixon 1946.  Leiophron praetor ingår i släktet Leiophron och familjen bracksteklar. Inga underarter finns listade i Catalogue of Life.